# 黄芪
黄芪（学名：Astragalus membranaceus），又称北芪，亦作黄耆，常用中药之一。主产于中國大陸的内蒙古、山西、黑龙江等地。春秋两季采挖，除去须根及根头，晒干，切片，生用或蜜炙用。

## 药用
主要是制成饮片，调剂于中药方剂。现代也用黄芪提取物制成工业制剂，口服或静脉滴注。

### 性味归经
- 药性： 甘，微温；
- 归经：足太阴脾经；手太阴肺经

### 主治
- 治疗气虚表卫不固所致自汗，气虚外感诸症。临床上用黄芪、防风、白术制成玉屏风散，用于治疗表虚自汗且易感风寒者。原理：肺合皮毛主表。虚则腠理不密，难摄津液。黄芪入肺，补气虚，表盛所以固摄鬼门，且能御邪之于外也。
- 脾气虚证，虚弱倦怠，泄泻，中气下陷，脏器脱垂，食少纳呆诸症。常与人参或党参，白术，茯苓，山药等配伍治疗脾虚泄泻。与升麻柴胡人参等配伍治疗脏器脱垂，如补中益气汤。 原理：脾主湿，脾虚则不能输布津液于肺，所以湿困中焦，湿性趋下，所以下焦受湿而便溏。脾虚则难以助胃健运，所以食少纳呆，难思饮食。本药入手足太阴，所以肺气盛则可以通调水道，散精至肌表。脾气盛则可以运化阴精上输于肺。
- 肺气虚证。咳喘日久，气短神疲，痰雍于肺无力咯出。常配伍紫菀款冬等，温肺定喘，健肺气之品。脾生痰，肺储痰，所以健太阴以祛痰，本品补气所以尤善治气虚。
- 疮疡难溃或溃久难收。肺合皮毛，脾主肌肉（出自《内经》及《素问》），所以脾气虚则难以去腐生新，肺气虚则难以托脓外出，使邪内陷。配伍人参肉桂当归为十全大补汤《和剂局方》；人参、当归、升麻、白芷合用托脓外出，脓毒内陷，补益气血，托里透脓散《医宗金鉴》。

## 使用方法
用法：水煎服
用量：9～30g，炙用增强补中益气的功效。

### 成分
苷类、多糖、黄酮、氨基酸、微量元素。

### 药理
黄芪能促进机体代谢、抗疲劳、促进血清和肝脏蛋白质的更新；有明显的利尿作用，能消除试验性肾炎尿蛋白；能改善动物贫血现象；能升高低血糖降低高血糖；能兴奋呼吸；能增强和调节机体免疫功能，对高饶素系统有促进作用，可提高机体的抗病能力；对流感病毒等多种病毒所致细胞病变有轻度抑制作用，对流感病毒感染小鼠有保护作用；有较广泛的抗菌作用；黄芪在细胞培养中，能使细胞数明显增多，细胞生长旺盛，寿命延长；能增强心肌收缩力，保护心血管系统，抗心律失常，扩张冠状动脉和外周血管，降低血压，能降低血小板粘附力，从而一定程度上减少血栓形成，此外还有降血脂、抗衰老、抗缺氧、抗辐射、保肝等作用。对人类有益的证据对于医疗来说暂时不足。

### 不良反应
黄芪注射液有导致皮疹、过敏性休克的报道。有12例妊娠7个月以上的孕妇，因连续服用黄芪15天，总量300克以上，结果过期妊娠8例，产程延长6例，胎盘迟剥3例，会阴侧切4例，产钳助产1例，胎儿过大型剖宫产1例，胎儿体重平均在3500克～4600克之间。原因可能与黄芪的升举阳气有关。

## 參看
- 五指毛桃（又名南蓍）

## 外部連結
- 今日健康──藥材篇──黃芪（繁體中文）
- 黃芪（页面存档备份，存于）（日語）
- 黃芪 中藥材圖像數據庫  (香港浸會大學中醫藥學院) （繁體中文）（英文）
- 黃芪 Huang Qi（页面存档备份，存于） 中藥標本數據庫 (香港浸會大學中醫藥學院) （繁體中文）（英文）
- 黃芪精 Huang Qi Jing（页面存档备份，存于） 中藥標本數據庫 (香港浸會大學中醫藥學院) （繁體中文）（英文）

## 延伸阅读
[在维基数据编辑]